# Cubo truncado
cubo truncado, ou hexaedro truncado, é um solido de Arquimedes.
É obtido pela truncatura dos vértices de um cubo.
Tem  6 faces octagonais regulares, 8 faces triangulares regulares, 24 vértices e 36 arestas.
O Poliedro dual do Cubo truncado é o Octaedro triakis.

Planificação do cubo truncado

## Área e Volume
Área A e o volume V de um Cubo truncado de lado a:
{\displaystyle A=2a^{2}(6+6{\sqrt {2}}+{\sqrt {3}})\approx 32,4347~a^{2}}
{\displaystyle V={\frac {7a^{3}(3+2{\sqrt {2}})}{3}}\approx 13,5996~a^{3}}

## Exemplos

Rotação completa de um cubo truncado - Matemateca IME-USP